# Il'ja Vaganov
Il'ja Sergeevič Vaganov (in russo Илья Сергеевич Ваганов?; San Pietroburgo, 15 gennaio 1989) è un ex calciatore russo, di ruolo difensore.

## Carriera
Ha collezionato 106 presenze e 9 reti nella massima serie finlandese con lo Jaro.